# Europiella umbrina
Europiella umbrina är en insektsart som beskrevs av Reuter 1909. Europiella umbrina ingår i släktet Europiella och familjen ängsskinnbaggar. Inga underarter finns listade i Catalogue of Life.